# 750 (szám)
A 750 (római számmal: DCCL) egy természetes szám.

## A szám a matematikában
A tízes számrendszerbeli 750-es a kettes számrendszerben 1011101110, a nyolcas számrendszerben 1356, a tizenhatos számrendszerben 2EE alakban írható fel.
A 750 páros szám, összetett szám, kanonikus alakban a 21 · 31 · 53 szorzattal, normálalakban a 3,75 · 102 szorzattal írható fel. Tizenhat osztója van a természetes számok halmazán, ezek növekvő sorrendben: 1, 2, 3, 5, 6, 10, 15, 25, 30, 50, 75, 125, 150, 250, 375 és 750.
Kilencszögszám.
Érinthetetlen szám: nem áll elő pozitív egész számok valódiosztóösszeg-függvényeként.
A 750 négyzete 562 500, köbe 421 875 000, négyzetgyöke 27,38613, köbgyöke 9,0856, reciproka 0,0013333.